# Rbaa El Fouki
Rbaa El Fouki (árabe الربع الفوقي) es una localidad y comuna rural de la provincia de Taza, en la región de Fez-Mequinez, Marruecos. Según el censo de 2014 tenía una población total de 7.144 personas.